# Ouragan David
Pour les articles homonymes, voir David.
L’ouragan David frappa le bassin de l'océan Atlantique nord en 1979. Il fut le 4e système tropical nommé, le 2e ouragan enregistré et le premier majeur de la saison cyclonique 1979 dans l'océan Atlantique nord. Cet ouragan capverdien de catégorie 5 fut l'un des ouragans les plus meurtriers de la seconde moitié du XXe siècle, faisant plus de 2 000 victimes, principalement en République dominicaine. Sa trajectoire le fit passer des Petites Antilles vers la Floride puis il remonta la côte est des États-Unis pour quitter l'Amérique vers le nord-est par les Provinces Maritimes canadiennes. Avec des vents de 280 km/h, il fut le plus fort système tropical à passer en République dominicaine depuis l'ouragan San Zenon (en) de 1930 et le plus puissant en Dominique au XXe siècle.
David fut le second ouragan à utiliser un nom masculin depuis la réforme de la nomenclature en 1978 et le premier à être retiré.

## Évolution météorologique
À partir d'une onde tropicale au large de la côte africaine le 22 août 1979, une dépression tropicale s'est formée au milieu de l'Atlantique tropical le 25 août à environ 2 400 km à l'Est des Petites Antilles. Une forte crête barométrique subtropicale au nord de ce système l'a forcé à se déplacer plein ouest vers une zone de conditions favorables à son développement le 26 août. Elle prit ensuite de la force en tournant vers l'ouest-nord-ouest et devint l'ouragan David le 27 août, atteignant des vents de 240 km/h le 28. Ses vents diminuèrent ensuite légèrement à 225 km/h mais reprirent rapidement avant son passage dévastateur sur la Dominique le 29 août,. David a atteint la catégorie 5 en passant sur le nord-est de la mer des Caraïbes le 30 août avec des vents de 280 km/h et une pression centrale de 924 hPa.
David a alors dévié deux fois de sa trajectoire parabolique. La première fois juste au sud de l'extrémité est de la République dominicaine, il a effectué un brusque virage vers le nord-nord-ouest qui l'a amené vers le centre des terres le 31 août, juste à l'ouest de Saint-Domingue qu'il a frappé de plein fouet, avant de retourner vers l'ouest et de rétrograder brièvement au stade de tempête tropicale en passant sur le sud-est de Cuba. Une fois ressorti en mer, il reprit de la force et ses vents atteignirent 160 km/h (catégorie 2) en passant sur les Bahamas le 2 septembre,.
David s'est écarté de sa trajectoire encore une fois alors qu'il approchait de la côte sud-est de la Floride. Le centre a traversé l'île Andros, dans la partie ouest des Bahamas et semblait se diriger vers la région de Miami, mais il a viré vers le nord-nord-ouest et a touché terre juste au nord de Palm Beach le 3 septembre. Il est ensuite reparti en mer au nord du cap Canaveral avant de retoucher terre près de Savannah (Géorgie) le 5 septembre, avec une intensité minimale d'ouragan. Son centre est resté à l'intérieur des terres, longeant la côte par la suite, ses vents de force de coup de vent s'étendant loin en mer le long de la façade atlantique.
La tempête s'est affaiblie ensuite lentement avant de perdre ses caractéristiques tropicales en passant sur l'État de New York le 6 septembre. Cette dépression extratropicale a continué à donner des vents forts tout le long de la côte jusqu'aux provinces Maritimes du Canada et a quitté Terre-Neuve le 8 septembre.

## Préparatifs
La trajectoire prévue initialement pour David passait sur la Barbade, en évitant la Dominique. Malgré une correction de trajectoire, les résidents de cette dernière ne furent pas alarmés, car les alertes ne furent guère diffusées par la radio locale. De plus, le dernier ouragan majeur à passer sur l'île remontait à 1930, laissant à la population un faux sentiment de sécurité et un plan d'urgence au niveau du pays pratiquement inexistant. Ce manque de préparation eut des conséquences dramatiques lorsque David frappa,.
Aux États-Unis, 400 000 personnes furent évacuées à l'approche de David, dont 300 000 dans le sud-est de la Floride où l'on prévoyait l'arrivée du système (sur les Keys et Palm Beach. Les abris accueillirent 78 000 personnes, les autres se réfugiant à l'intérieur des terres, chez des amis, ou partant au nord de l'État. Survenant lors du long weekend de la fête du travail, de nombreuses activités récréatives furent annulées dans la région de Miami.

## Impacts
| Mortalités dues à David (total pouvant être plus élevé), | Mortalités dues à David (total pouvant être plus élevé), |
| Région                                                   | Morts                                                    |
| -------------------------------------------------------- | -------------------------------------------------------- |
| Dominique                                                | 56                                                       |
| Porto Rico                                               | 7                                                        |
| République dominicaine                                   | 2,000+                                                   |
| États-Unis                                               | 5                                                        |
| Total                                                    | 2 068+                                                   |

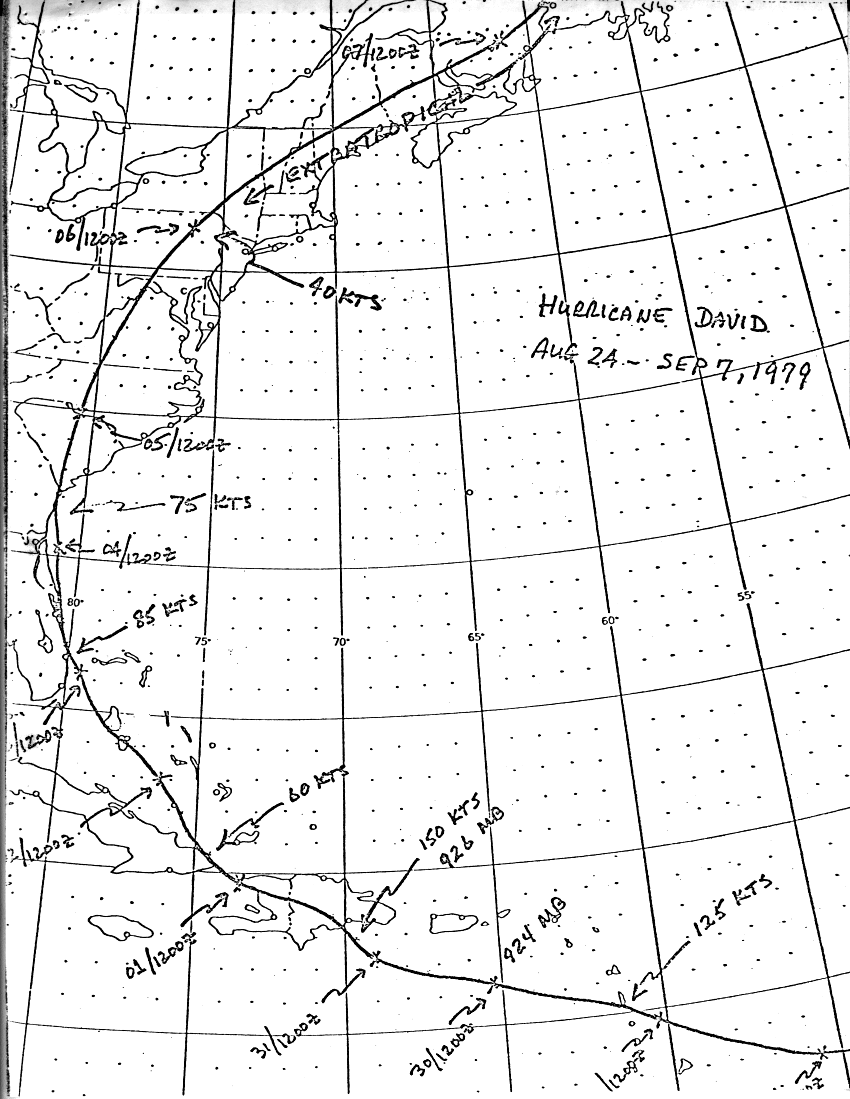
Trajectoire de l'ouragan David par le National Hurricane Center montrant la chronologie en Temps universel (Z), la pression en millibars (MB) et les vents en nœuds (KTS)

L'ouragan David causa au moins 2 068 morts, ce qui en fit l'un des plus meurtriers de l'ère moderne. La plupart de ces décès furent causés par les inondations, glissements de terrain et de boue associés aux pluies diluviennes. Ses vents atteignant jusqu'à 280 km/h furent responsables des autres issues fatales. Voici par région et pays les dommages causés par David.

### Petites Antilles
L'ouragan David est d'abord passé dans les Petites Antilles. La Dominique fut l'île touchée le plus durement. Juste au sud du pays, en Martinique, David donna des vents moyens de 160 km/h et des vents maximaux de 220 km/h à la Caravelle. Les vagues le long de la côte près du chef-lieu du département Fort-de-France, atteignirent 4,5 mètres et les vents causèrent environ 50 millions $US de dommages aux récoltes (140 millions $US de 2005), en particulier aux bananeraies. Aucun décès n'est à déplorer, mais de 20 à 30 personnes furent blessées et cinq cents personnes se retrouvèrent sans logis.
En Guadeloupe, les dégâts subis dans la région de Basse-Terre furent modérés à importants et l'on ne déplora que quelques blessés. Encore une fois, c'est la récolte de bananes qui fut particulièrement touchée. On estime les pertes des diverses récoltes à environ 100 millions $US (280 millions $US de 2005). Les dépendances de Marie-Galante et des Saintes rapportèrent cependant d'importants dégâts.
Sur l'île Sainte-Croix, dans les îles Vierges américaines, il est tombé entre 250 et 300 mm de pluie.

#### Dominique
Comme mentionné précédemment, une modification de la trajectoire de David fit passer le centre du système sur la partie sud de l'île de la Dominique. Il était alors dans la catégorie 4 avec des vents de 240 km/h et il y provoqua jusqu'à 250 mm de pluie ce qui causa des glissements de terrain sur cette île particulièrement montagneuse et gonfla les rivières qui emportèrent tout sur leur passage. L'onde de tempête éroda sérieusement les plages et emporta plusieurs routes. Les dommages les plus importants furent répertoriés dans la partie sud de l'île, particulièrement dans la capitale Roseau qui ressemblait à une zone bombardée pendant la Seconde Guerre mondiale. Cinquante-six (56) personnes perdirent la vie dans ce pays et on dénombra 180 blessés.
Le montant des dommages matériels est inconnu mais les vents de David ont détruit ou endommagés 80 % des maisons de la Dominique, laissant 75 % de la population sans abris. Ils détruisirent également le réseau électrique ce qui coupa l'alimentation en eau potable. L'agriculture fut particulièrement frappée, 75 % de la récolte de bananes et de noix de coco détruite, et même la totalité, dans la portion sud de l'île. Les agrumes furent moins touchés grâce à la robustesse des arbres. Un très grand nombre d'arbres de toutes sortes furent déracinés au sommet et sur les pentes des montagnes, offrant le terrain nu à l'érosion et endommageant l'écosystème.
Immédiatement après le passage de David, toutes communications étant coupées, il était impossible de connaître l'étendue des dégâts en Dominique. Un radioamateur put finalement prendre contact avec l'extérieur grâce à son émetteur fonctionnant sur batteries. Le destroyer HMS Fife de la Royal Navy en route pour la Grande-Bretagne au moment des événements, retourna vers la Dominique pour y porter secours. Traversant une mer déchaînée, il accosta difficilement au port de Roseau et fut la seule aide extérieure à la population durant plusieurs jours. L'équipage travailla au nettoyage et donna des soins médicaux, surtout autour de l'hôpital de la ville, de l'aéroport, du réseau électrique et de l'usine de traitement de l'eau potable. Les hélicoptères Humphrey du navire transportèrent vivres et médicaments vers les régions isolés par la tempêtes. La radio du bord diffusa les informations concernant les secours à la population, une première pour un navire de la Royal Navy. Les médecins et les pilotes du Fife reçurent des médailles pour leur travail. Les Transall français de l'ETOM 058 basés à Pointe à pitre firent dès le 3 septembre de nombreuses rotations pour apporter des produits de première nécessité sur le terrain de Meleville Hall, au nord est de l'île, pendant 3 jours.

### Grandes Antilles

#### Porto Rico

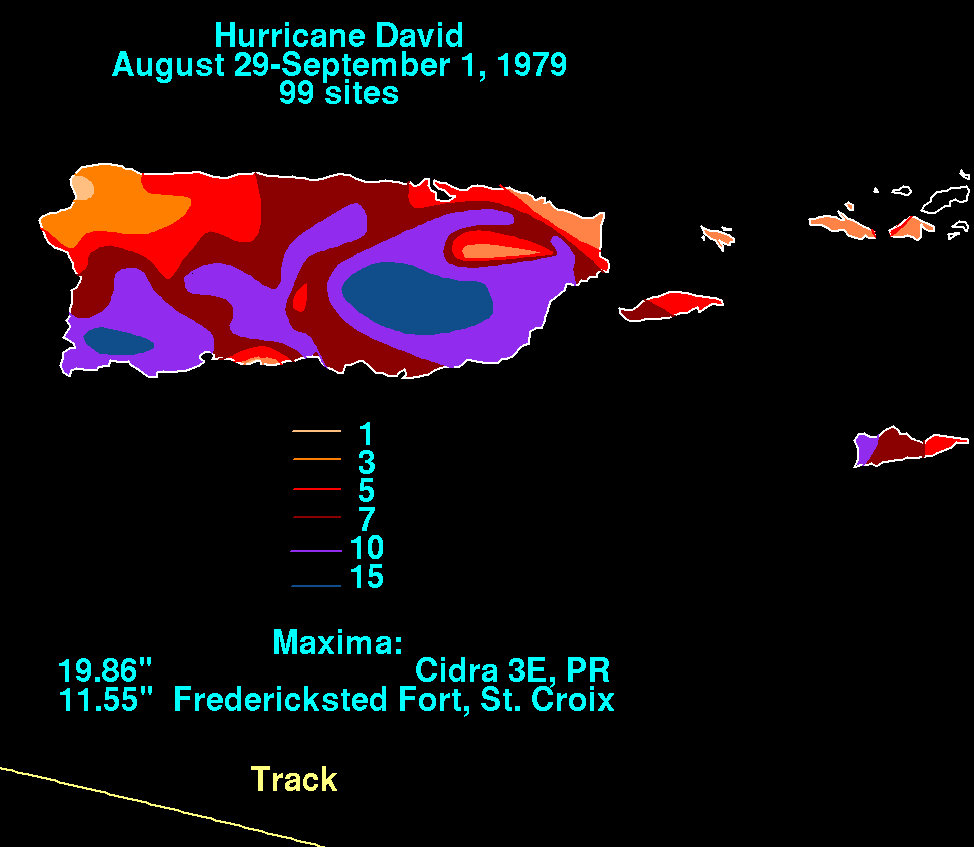
Accumulations de pluie en pouces sur l'île de Porto Rico (1 pouce = 25.6 mm)

Porto Rico ne fut pas frappé directement par l'ouragan David mais ce dernier passa à moins de 160 km au sud de l'île. La portion sud-ouest de Porto Rico rapporta des vents de 135 km/h alors que le reste du territoire dut subir des vents de tempête (plus de 89 km/h). On enregistra jusqu'à 510 mm de pluie dans les régions montagneuses du centre de l'île. Les vagues et la houle furent également particulièrement fortes.
Les dommages à l'agriculture, aux édifices et aux infrastructures se montèrent à 70 millions $US (200 millions $US de 2 005 USD) et on y dénombra sept morts, dont quatre par électrocution,. L'Agence fédérale des situations d'urgence des États-Unis (FEMA) déclara l'île zone sinistrée.

#### République dominicaine
Après avoir touché terre en République dominicaine, David fit un crochet vers le nord-ouest, amenant des vents de 200 km/h sur la capitale Saint-Domingue et de force de la catégorie 5 ailleurs. Une grue sur rail, pour le transbordement des conteneurs, fut renversée dans le port de Rio Haina par ces vents un très grand nombre d'édifices subirent des dégâts.
Les pluies torrentielles causèrent le débordement généralisé des rivières. Les inondations balayèrent des villages entiers et en isolèrent de nombreux autres, coupant les routes, en particulier Jarabacoa, San Cristóbal et Baní. La plupart des 2 000 décès est attribuée aux inondations, en particulier, dans le village de Padre las Casas, elles emportèrent l'église et l'école où s'étaient réfugiés plusieurs centaines de personnes. Près de 70 % des récoltes furent également détruites par les inondations et près de 200 000 personnes furent laissées sans abris.
Le président Silvestre Antonio Guzmán Fernández annonça que les pertes à l'agriculture, la propriété privée et à l'industrie se montaient à un milliard $US (2,8 milliards $US de 2005).

#### Haïti
Bien qu'Haïti partage l'île d'Hispaniola avec la République dominicaine, les dégâts y furent minimes. En effet, la friction causée par le terrain montagneux affaiblit l'ouragan David avant qu'il ne touche le nord-ouest de l'île.

#### Cuba et les Bahamas
L'œil de David traversa les Bahamas après être passé sur la pointe sud-est de Cuba. Dans les eaux chaudes de ce secteur, il regagna en intensité et donna des vents de 115 à 130 km/h à l'île Andros dans les Bahamas ainsi que des pluies importantes (200 mm) sur tout l'archipel. On nota de nombreux dommages mineurs un peu partout, dont des arbres déracinés, et des inondations à New Providence
.

### États-Unis

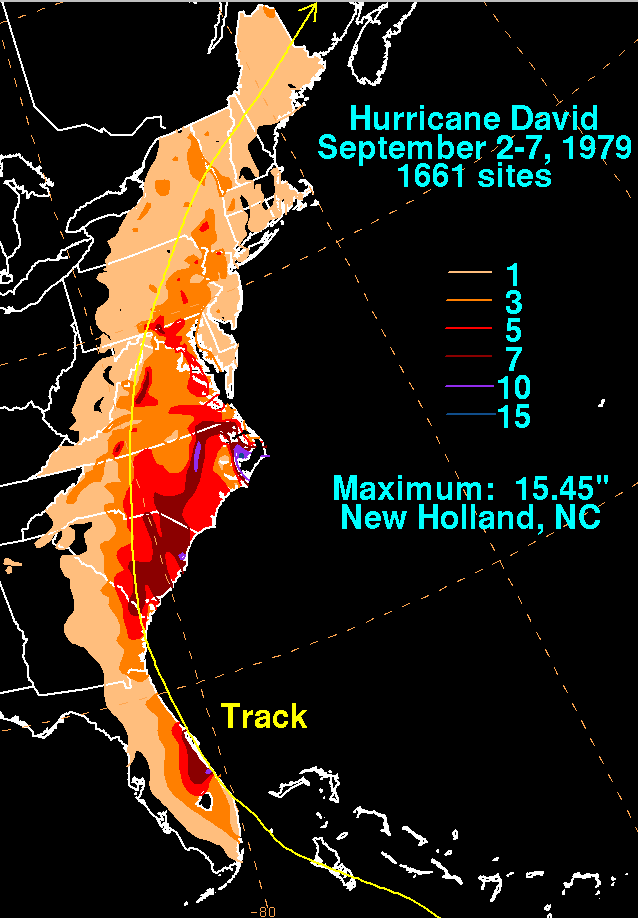
Accumulations de pluie en pouces laissées par David aux États-Unis (un pouce = 25.6 mm)

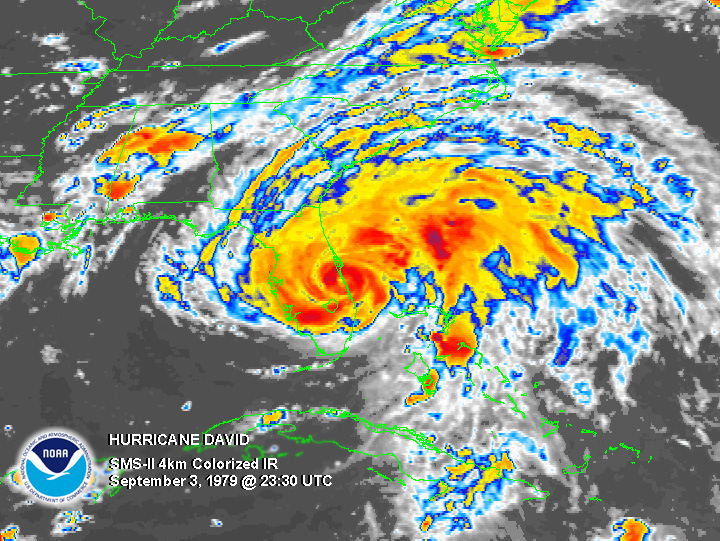
David touchant terre près de Palm Beach en Floride

Comme l'ouragan David traversa toute la côte Est des États-Unis, depuis la Floride jusqu'au Maine, les dommages qu'il causa, furent importants. Les autorités estimèrent à 320 millions $US (900 millions $US de 2005) les dégâts, sans compter, les 400 000 personnes évacuées et les dix morts directement causés par le système tropical.

#### Floride
David était de catégorie 2 au moment où il toucha terre près de Palm Beach en Floride, ses vents les plus violents n'ont affecté que certains endroits, le vent le plus fort à 115 km/h fut enregistré à Fort Pierce. L'onde de tempête de 0,6 à 1,2 m était relativement petite grâce à la faiblesse de l'ouragan à ce moment et à l'angle obtus entre la direction des vents et la côte. Les vents donnèrent cependant des vagues assez importantes et il tomba jusqu'à 227 mm de pluie à Vero Beach.
Comme l'ouragan longea la côte Est de l'État, il ne causa que peu de dommages spectaculaires, surtout des vitrines brisées dans les commerces et des toits arrachés. On peut cependant mentionner le bâtiment de pelote basque de Palm Beach qui fut endommagé, la tour de transmission de 57 mètres de la station de radio WJNO de West Palm Beach qui tomba dans l'Intracoastal Waterway et une grue de 135 mètres qui se brisa en deux à proximité de la centrale nucléaire de St. Lucie. On signala également dix tornades pendant l'ouragan en Floride. Celles-ci ne firent heureusement aucune victime. Les dommages globaux se montèrent à 95 millions $US (270 millions $US de 2005), dont 30 millions $US dans le comté de Palm Beach en grande partie sur les cultures d'agrumes.

#### Géorgie
Après un nouveau court passage en mer, David entra définitivement dans les terres près de Savannah en Géorgie avec la force minimale habituellement accordée à un ouragan. L'onde de tempête associée à David ne dépassa pas 1,5 mètre et les vents soutenus 93 km/h avec des rafales à 109 km/h. Le centre de la tempête évita les villes importantes de la région. Il ne causa aucun dommages importants dans la région de Savannah mais les vents brisèrent les lignes électriques et le courant ne fut rétabli en certains endroits que deux semaines plus tard. Les vagues et la houle au large de la côte perturbèrent en partie la vie marine, brisant et déplaçant de 90 mètres une partie d'un navire coulé afin de servir de récif artificiel. Deux personnes perdirent la vie en se noyant dans la mer déchainée

#### Côte Atlantique et Nouvelle-Angleterre
Après la Géorgie, David arriva en Caroline du Sud avec des vents soutenus de 69 km/h enregistrés à Charleston et 113 km/h à Hilton Head. La Caroline du Nord enregistra des conditions similaires mais la tempête est rapidement devenue extra-tropicale, les vents, ensuite, diminuèrent graduellement. Cependant, on mesura des rafales de 280 km/h au Mont Washington (New Hampshire), à 1 917 mètres d'altitude, à cause du courant-jet de bas niveau associé à la dépression.
David donna des pluies importantes tout au long de son parcours, avec une large bande de plus de 130 mm et un maximum de 273 mm au Cap Hatteras en Caroline du Nord (voir image de gauche). L'onde de tempête atteignit 2,7 mètres à Charleston et au moins 1,5 m sur la plupart de la côte Est des États-Unis au nord des Carolines.
En général, les dommages furent mineurs mais généralisés. Les vents et la pluie ont cependant privé d'électricité plus de 2,5 millions de personnes dans la ville de New York. Les vagues ont causé une érosion modérée des plages et des inondations ont endommagé les récoltes.
Plusieurs tornades ont été signalées, dont huit dans le sud-est de la Virginie (six de force F2 ou plus selon l'échelle de Fujita) et au Maryland, sept tornades se sont formées à la bordure extérieure des nuages de David. Les tornades causèrent des dommages de 6 millions $US (20 millions $US de 2005), un décès, dix-neuf blessés, endommagé 270 maisons et détruit trois autres.

### Canada
Il est tombé entre 25 et 50 mm de pluie au Nouveau-Brunswick et sur le sud-ouest du Québec. Aucun dommage ne fut signalé à cause de la dépression extratropicale David.

## Épilogue
À la suite de la destruction des récoltes, le gouvernement dominicain institua un rationnement. Deux mois après les événements, divers pays et organismes avaient promis 37 millions $US (1979) d'aide, mais la distribution de celle-ci à la population souleva des critiques comme il arrive souvent lors de catastrophes naturelles. Situation peu courante, on assista à des pillages de supermarchés, des ports et de maisons ayant été épargnées au cours des semaines qui suivirent l'ouragan. Ce genre de comportement s'est déjà produit, dans des secteurs pauvres, après des ouragans comme Hugo, Jeanne et Katrina.
Les effets sur les États-Unis ont été relativement minimes malgré les pertes humaines. Le sud de la Floride, en particulier, a subi peu de dégâts. Le directeur du National Hurricane Center, Neil Frank, fut accusé d'avoir créé une panique par les avertissements envoyés au public, et deux psychiatres ont même prétendu que cela porterait la population à moins tenir compte des prochains avertissements. M. Frank répliqua : « Si nous n'avions pas (émis des avertissements) et que nos prévisions se soient avérées exactes, les conséquences auraient été désastreuses »
À la suite du grand nombre de morts, les pays frappés demandèrent le retrait du nom David des listes futures de noms d'ouragan. Il fut remplacé par Danny, que l'on utilisa en 1985 et en 2003.

### Médiagraphie
- « Point économique Guadeloupe : quelques mois après le passage des cyclones David et Frédéric » [vidéo], sur ina.fr, TF1 Actualités 20H, 26 décembre 1979
- David, de DP Express (Groupe de musique haïtien), 1979 [18]
- Paul Flament, H Oger et Jacqueline Zonzon, Le Cyclone David : 29 août 1979, Fort-de-France, Service météorologique Antilles-Guyane, 1980 (OCLC 461633963)

### Source
- (en) Cet article est partiellement ou en totalité issu de l’article de Wikipédia en anglais intitulé « Hurricane David » (voir la liste des auteurs).